# 頭川神社
頭川神社（ずかわじんじゃ）は、富山県高岡市頭川にある頭川地域一帯の村社。

## 頭川の歴史
頭川を含む国吉地域は城址が多く伝えられるが、いつ頃、誰がいたかなどは研究されていない。埋蔵金や大蛇、塩売商人が神罰で石になったなど、一見無関係そうな伝説や地名などの民俗学の観点から様々な推測がなされているに留まっている。頭川神社の場所も城址と推測され、地理的に加賀国と越中国の境を縦断する宝達丘陵の一部である。
古代越中の主である姉倉姫と能登地方の主である能登姫の戦にまつわる神話を、古代の能登、加賀からの侵略に対する防衛戦争を表しているとする説を挙げると、国吉の城址は築城ラッシュであった南北朝時代より遥か昔に、もとになる簡単な城や砦が築かれていたと考えられる。また、国吉は二上山にあった守山城の砦や支城を築くには適所であった。頭川神社はそうした砦や支城の城主、城主一族の氏神を祀ったものである可能性もある。

## 心霊スポット
付近に心霊スポットとして有名な頭川トンネルがあるせいか、近年では頭川神社も幽霊神社などと呼ばれ、トンネルとセットで心霊スポットとして語られることが多い。神社の神木として木が植えられているためか首吊り自殺が多いなどの話があるが、これらの多くは根拠のないネット上の書き込みから出た噂であり、死者が出たという事実はない。